# Lake Linden
Lake Linden é uma vila localizada no estado americano de Michigan, no Condado de Houghton.

## Demografia
Segundo o censo americano de 2000, a sua população era de 1081 habitantes.
Em 2006, foi estimada uma população de 1056, um decréscimo de 25 (-2.3%).

## Geografia
De acordo com o United States Census Bureau tem uma área de
2,0 km², dos quais 1,7 km² cobertos por terra e 0,3 km² cobertos por água.

## Localidades na vizinhança
O diagrama seguinte representa as localidades num raio de 12 km ao redor de Lake Linden.